# 辰沼
辰沼（たつぬま）は、東京都足立区の町名。現行行政地名は辰沼一丁目および二丁目。住居表示実施済み区域である。

## 地理
足立区北東部に位置する。北は花畑運河をはさんで神明、東は六木及び佐野、南は大谷田および谷中、西は神明南と隣接する。東京地下鉄綾瀬検車区の北に位置する、南北に細長い町域を持つ。かつては農村部だったが、都営辰沼団地の完成で住宅地へと大きく変化した。

### 地価
住宅地の地価は、2025年（令和7年）1月1日の公示地価によれば、辰沼2-18-4の地点で22万1000円/m2となっている。

## 歴史
辰沼新田は1630年（寛永7年）に星野彦六という人物によって開墾されており、当時は土合新田と呼ばれていたという。1695年（元禄8年）に辰沼新田と改名されたというが、『新編武蔵風土記稿』には1702年（元禄15年）の検地の時には辰沼新田の名が無いため、当時はまだ久左衛門新田（主に現在の神明・神明南）と合わせて一村だったのではないかとされている。その後足立区の成立時に辰沼町となり、1976年（昭和51年）10月1日の住居表示の実施で「辰沼」の名称が引き継がれた。

### 地名の由来
伝承によれば昔この地に大きな沼があり、その形が龍に似ていたことから辰沼と呼ばれるようになったという。

### 沿革
- 1889年5月1日 - 東京府南足立郡辰沼新田が周辺の村と合併し、花畑村が誕生。花畑村大字辰沼新田となる。
- 1932年10月1日 - 南足立郡が東京市足立区となる。辰沼新田は辰沼町とされる。
- 1963年 - 神明町・花畑町・六木町・佐野町の一部が辰沼町に、辰沼町の一部が新設された神明南町に編入される。
- 1976年10月1日 - 辰沼町・花畑町の一部に住居表示が実施され、辰沼一・二丁目が新設される。同日、辰沼町の一部に住居表示が実施され、大谷田五丁目・谷中五丁目に編入される。

## 世帯数と人口
2025年（令和7年）1月1日現在（足立区発表）の世帯数と人口は以下の通りである。
| 丁目       | 世帯数    | 人口    |
| ---------- | --------- | ------- |
| 辰沼一丁目 | 902世帯   | 1,639人 |
| 辰沼二丁目 | 1,107世帯 | 2,163人 |
| 計         | 2,009世帯 | 3,802人 |

### 人口の変遷
国勢調査による人口の推移。
| 年                 | 人口  |
| ------------------ | ----- |
| 1995年（平成7年）  | 4,472 |
| 2000年（平成12年） | 4,505 |
| 2005年（平成17年） | 4,232 |
| 2010年（平成22年） | 4,374 |
| 2015年（平成27年） | 4,001 |
| 2020年（令和2年）  | 4,110 |

### 世帯数の変遷
国勢調査による世帯数の推移。
| 年                 | 世帯数 |
| ------------------ | ------ |
| 1995年（平成7年）  | 1,556  |
| 2000年（平成12年） | 1,729  |
| 2005年（平成17年） | 1,723  |
| 2010年（平成22年） | 1,971  |
| 2015年（平成27年） | 1,813  |
| 2020年（令和2年）  | 1,983  |

## 学区
区立小・中学校に通う場合、学区は以下の通りとなる（2023年4月時点）。なお、足立区では学校選択制度を導入しており、区内全域から選択することが可能。ただし、小学校に関しては、2018年（平成30年）度から学区域または学区域に隣接する学校のみの選択になる。
| 丁目       | 番地     | 小学校               | 中学校               |
| ---------- | -------- | -------------------- | -------------------- |
| 辰沼一丁目 | 全域     | 足立区立辰沼小学校   | 足立区立谷中中学校   |
| 辰沼二丁目 | 1〜10番  | 足立区立辰沼小学校   | 足立区立谷中中学校   |
| 辰沼二丁目 | 11番以降 | 足立区立中川北小学校 | 足立区立第十三中学校 |

## 事業所
2021年（令和3年）現在の経済センサス調査による事業所数と従業員数は以下の通りである。
| 丁目       | 事業所数  | 従業員数 |
| ---------- | --------- | -------- |
| 辰沼一丁目 | 37事業所  | 237人    |
| 辰沼二丁目 | 84事業所  | 587人    |
| 計         | 121事業所 | 824人    |

### 事業者数の変遷
経済センサスによる事業所数の推移。
| 年                 | 事業者数 |
| ------------------ | -------- |
| 2016年（平成28年） | 147      |
| 2021年（令和3年）  | 121      |

### 従業員数の変遷
経済センサスによる従業員数の推移。
| 年                 | 従業員数 |
| ------------------ | -------- |
| 2016年（平成28年） | 970      |
| 2021年（令和3年）  | 824      |

## 施設
- 足立区立辰沼保育園
- 辰沼二丁目児童遊園

足立区立辰沼小学校の現所在地は谷中五丁目であり、町域内にはあたらない。

## 史跡
- 辰沼の稲荷社
- 龍岩寺

## その他

### 日本郵便
- 郵便番号 : 121-0054[3]（集配局 : 足立北郵便局[17]）。